# آکیرا فوجیشیما
آکیرا فوجیشیما (انگلیسی: Akira Fujishima؛ زادهٔ ۱۰ مارس ۱۹۴۲) یک شیمیدان اهل ژاپن است.